# Почетни граждани на Попово
Това е списък на носители на званието Почетен гражданин на град Попово.
За пръв път званието почетен гражданин за приноси в развитието на Попово като град е присъдено през 1926 г. Негов носител става българският политик и държавник Михаил Маджаров, бивш министър на обществените сгради, пътищата и съобщенията. Наградата на признателните поповци той получава за съдействието си, което им оказва при уреждането железопътната линия София – Варна да премине в непосредствена близост до Попово и за създаването на гара Попово.

## По години

### 1926 г.
- Михаил Маджаров – политически и държавен деец;

### 1945 г.
- Георги Димитров – политически и държавен деец;

### 1970 г.
- Иван Аржентински – писател;
- Сава Димитров – музикант, професор;

### 1972 г.
- Богдан Глогински – писател;
- Валентин Гусев – дипломат;

### 1973 г.
- Владимир Базовский – дипломат;
- Иван Маринов – лекар, професор;
- Михаил Худик – дипломат;

### 1977 г.
- Димитър Ганчев – политически деец, бивш кмет на Попово;

### 1979 г.
- Груди Атанасов – политически и държавен деец;

### 1981 г.
- Добри Джуров – армейски генерал, командващ българската армия;
- Генчо Пенчев – политически деец;
- Владимир Якушин – генерал-полковник;

### 1982 г.
- Иван Бойко – дипломат;
- Захари Захариев – генерал-полковник;
- Владимир Лялек – инженер;
- Борис Шумилов – инженер;

### 1983 г.
- Лилия Гюлева – диригент, професор;
- Димитър Костадинов – лекар;

### 2000 г.
- Стефан Мутафов – лекар, професор;

### 2002 г.
- Йовчо Крушев – пианист, професор;
- Вей Синлун – дипломат;

### 2003 г.
- Гецо Гецов – служител на МВР, политкомисар, генерал-майор;
- Стела Димова – художествен ръководител на танцови състави;
- Стефан Стайнов – архитект;

### 2004 г.
- Денчо Пенчев – административен и държавен деец;
- Недко Христов Тодоров (отец Недко) – свещеник;
- Иван Маринов Димитров (посмъртно) – административен и държавен деец;
- Димо Коларов (посмъртно) – кинооператор;

### 2005 г.
- Анатолий Кънев – общественик, секретар на КПД „Родно Лудогорие“;
- Кирил Майски – художник;
- Никола Маджаров – икономист, бивш кмет на Попово;
- Тошо Тошев – журналист, главен редактор на вестник „Труд“;

### 2006 г.
- Михаил Михайлов – дългогодишен архитект на Попово;
- Венелина Гочева – журналист, главен редактор на вестник „24 часа“ и „168 часа“;
- Максим Минчев – журналист;

### 2007 г.
- Димитър Чолаков – художник, професор;
- Ганчо Кръстев – икономист;

### 2008 г.
- Виктор Насекин - заместник-кмет на гр. Зарайск (Русия), член на Международния съюз на писателите, общественик;
- Йовчо Йовчев – общественик, администратор, бивш кмет на Попово;
- Стойчо Стойчев (посмъртно) – строителен предприемач, дарител, общественик;

### 2009 г.
- Коста Костов – музикален педагог, общественик;

### 2011 г.
- Георги Витанов – журналист, общественик, с приноси за развитието на културата;
- Евтим Кръстев – политик, държавник, с приноси за развитието на земеделието и промишлеността;

### 2013 г.
- Методий Григоров (1937 – 2020), хоров диригент

### 2017 г.
- Пеньо Колев – строителен предприемач, строителят на Паметника на свободата (Шипка)